# Пюи-Сент-Эзеб
Пюи́-Сент-Эзе́б (фр. Puy-Saint-Eusèbe, окс. Puei Sant Eusebi) — коммуна во Франции, находится в регионе Прованс — Альпы — Лазурный Берег. Департамент коммуны — Верхние Альпы. Входит в состав кантона Савин-ле-Лак. Округ коммуны — Гап.
Код INSEE коммуны — 05108.

## Население
Население коммуны на 2008 год составляло 123 человека.
| 1962 | 1968 | 1975 | 1982 | 1990 | 1999 | 2008 |
| ---- | ---- | ---- | ---- | ---- | ---- | ---- |
| 50   | 81   | 64   | 73   | 93   | 115  | 123  |

## Экономика
В 2007 году среди 76 человек в трудоспособном возрасте (15—64 лет) 53 были экономически активными, 23 — неактивными (показатель активности — 69,7 %, в 1999 году было 73,4 %). Из 53 активных работали 49 человек (31 мужчина и 18 женщин), безработных было 4 (1 мужчина и 3 женщины). Среди 23 неактивных 8 человек были учениками или студентами, 9 — пенсионерами, 6 были неактивными по другим причинам.

## Фотогалерея

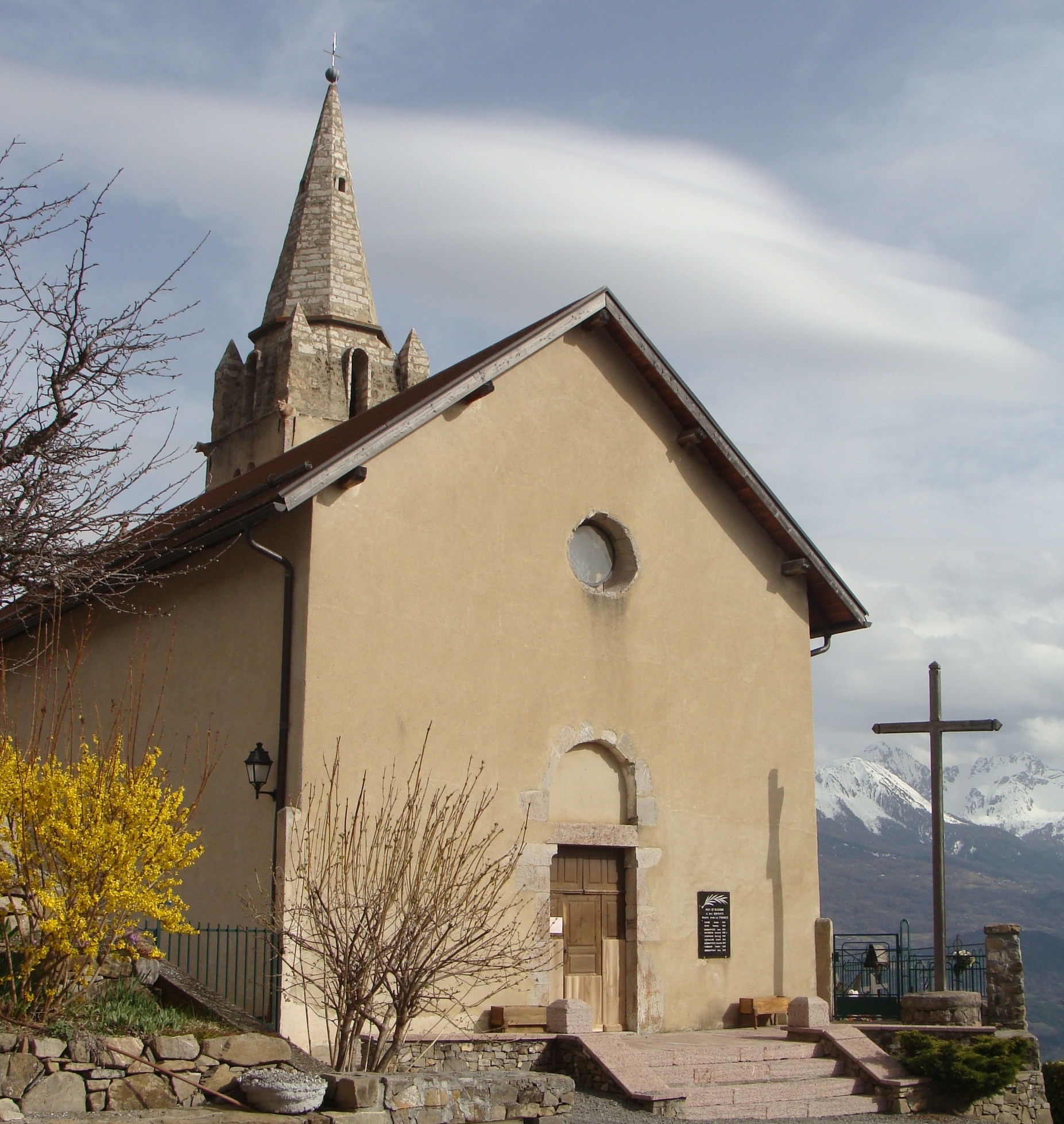
Церковь
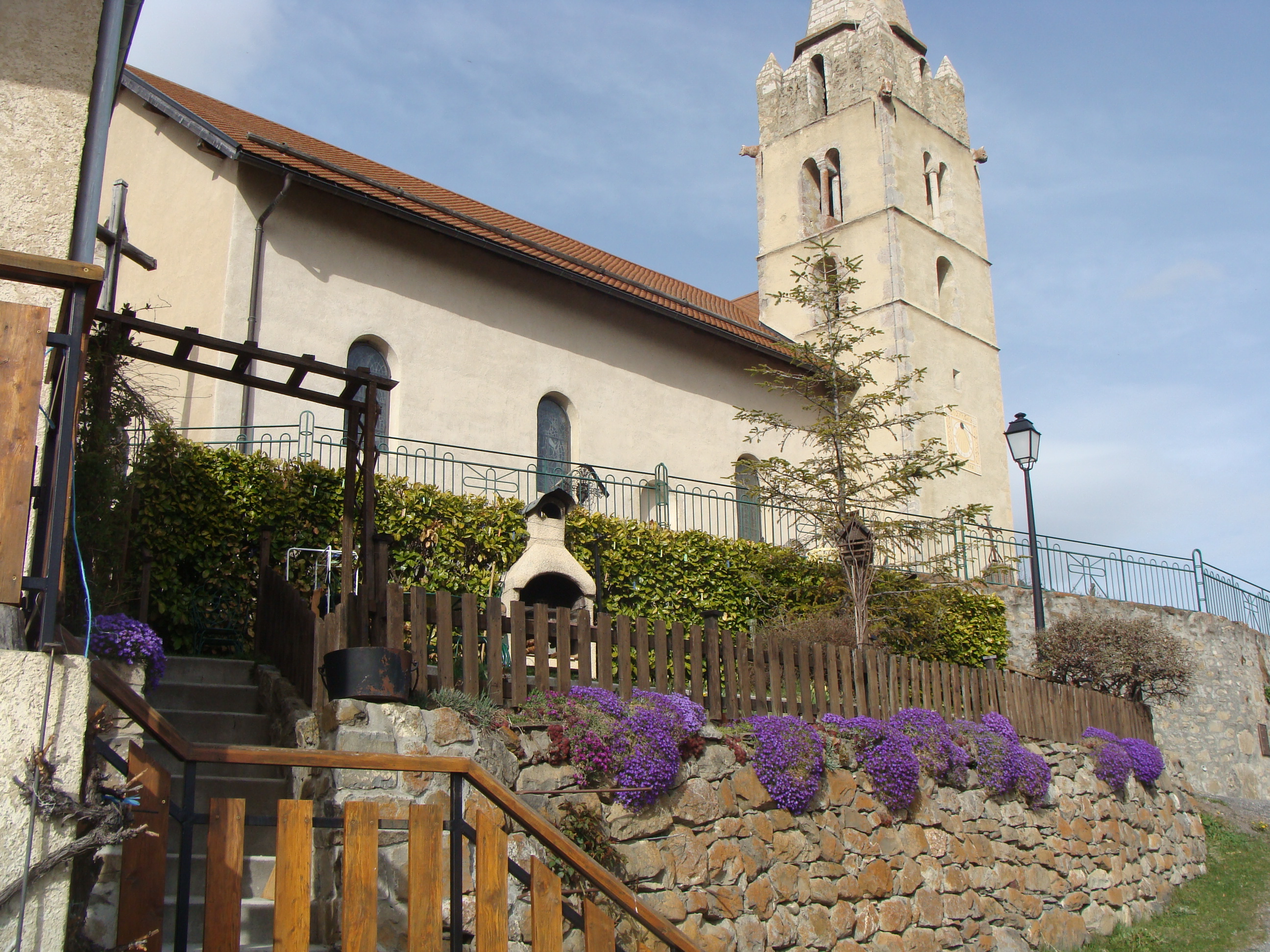
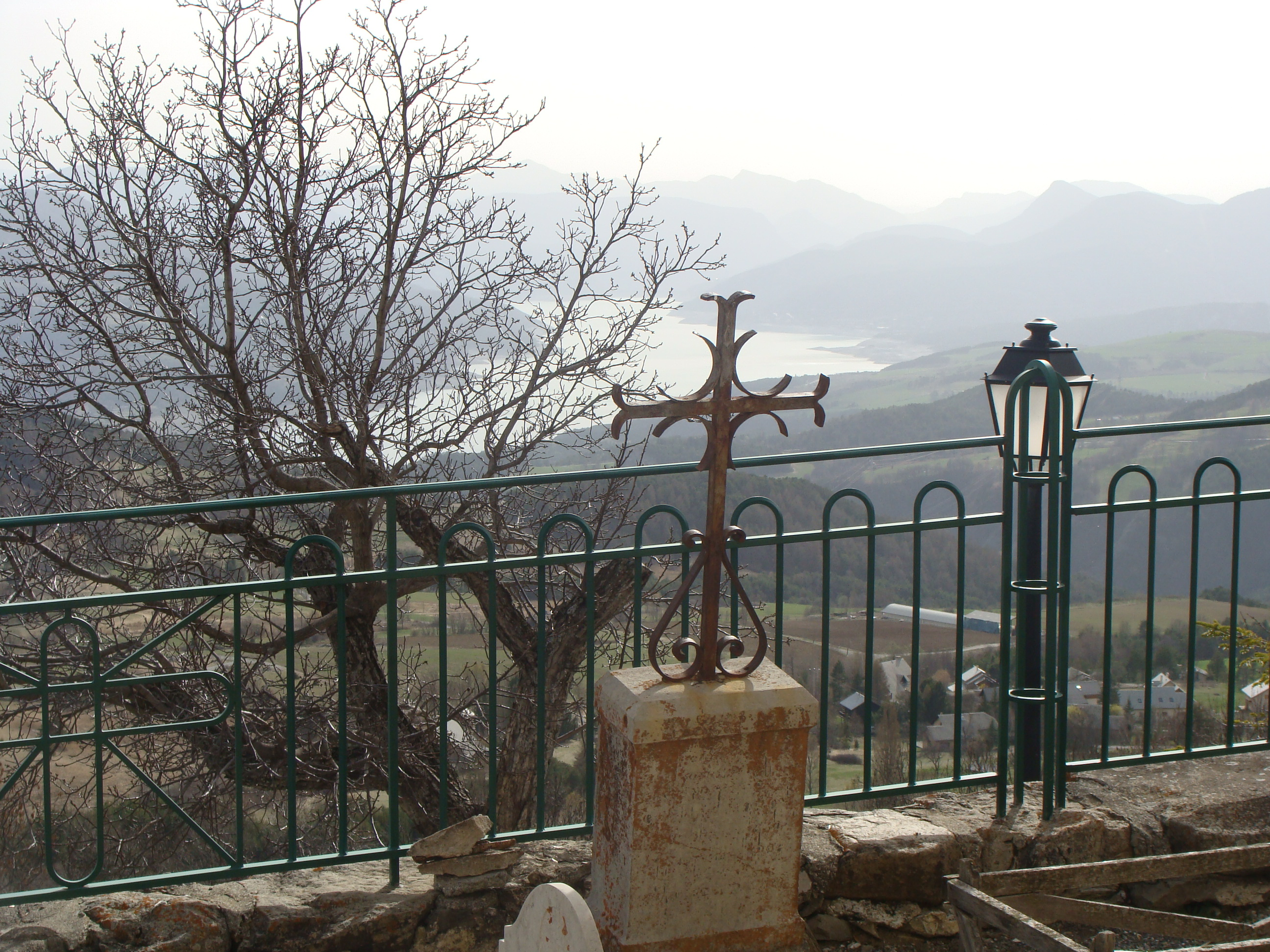
Вид на озеро Сер-Понсон
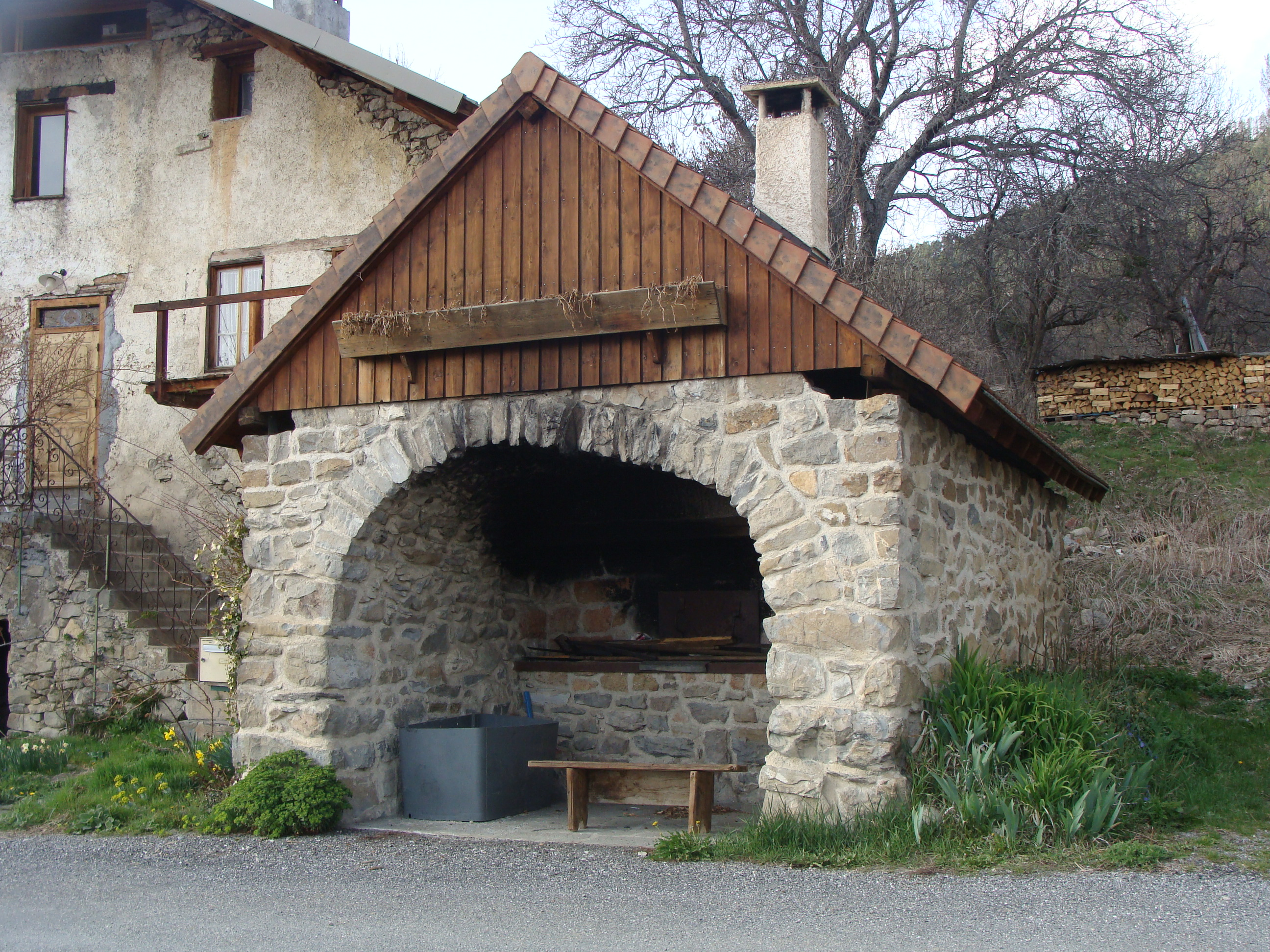
Печь